# 1911 w literaturze
Wydarzenia literackie w 1911 roku.

## Wydarzenia
- polskie
  - we Lwowie powstaje Klub Konstrukcjonalistów

- zagraniczne
  - założono wydawnictwo Gallimard

## Nowe książki
- polskie
  - Władysław Reymont – Wampir
  - Wacław Berent – Ozimina
  - Włodzimierz Perzyński – Wiosna
  - Stanisław Ignacy Witkiewicz – 622 upadki Bunga, czyli Demoniczna kobieta
  - Henryk Sienkiewicz – W pustyni i w puszczy

- zagraniczne
  - Herbert George Wells – Nowy Machavelli (The New Machiavelli)
  - Lucy Maud Montgomery - Historynka (The Story Girl)

## Nowe poezje
- zagraniczne
  - Guillaume Apollinaire - Zwierzyniec albo Świta Orfeusza (La Bestaire ou Cortège d'Orphée)
  - Awetik Isahakian – Abul-Ala-Maari
  - John Masefield - The Everlasting Mercy
  - Ezra Pound - Canzoni

## Nowe prace naukowe
- zagraniczne
  - Edward Gordon Craig – O sztuce teatru (The Art of the Theatre)

## Urodzili się
- 1 stycznia – Audrey Wurdemann, amerykańska poetka (zm. 1960)
- 4 stycznia – Wanda Chylicka, polska pisarka (zm. 1996)
- 14 stycznia – Anatolij Rybakow, rosyjski pisarz (zm. 1998)
- 15 stycznia – Kazimierz Budzyk, polski historyk i teoretyk literatury (zm. 1964)
- 18 stycznia – José María Arguedas, peruwiański pisarz (zm. 1969)
- 19 stycznia – Anatolij Sofronow, radziecki publicysta, poeta i dramaturg (zm. 1990)
- 22 stycznia – Mary Hayley Bell, angielska pisarka i aktorka (zm. 2005)
- 24 stycznia – C.L. Moore, amerykańska pisarka (zm. 1987)
- 25 stycznia – Carlo Bo, włoski poeta i krytyk literacki (zm. 2001)
- 27 stycznia – Franc Taurin, rosyjski pisarz (zm. 1995)
- 8 lutego
  - Elizabeth Bishop, amerykańska poetka, tłumaczka, powieściopisarka (zm. 1979)
  - Zygmunt Zeydler-Zborowski, polski autor kryminałów (zm. 2000)
- 12 lutego – Hans Habe, austriacki, amerykański i niemiecki pisarz i dziennikarz (zm. 1977)
- 13 lutego – Faiz Ahmad Faiz, pakistański poeta piszący w języku urdu (zm. 1984)
- 18 lutego – Galina Nikołajewa, rosyjska pisarka (zm. 1963)
- 28 lutego – Amir Hamzah, indonezyjski poeta (zm. 1946)
- 6 marca – Henryk Vogler, polski pisarz i krytyk literacki (zm. 2005)
- 7 marca
  - Agjej, indyjski poeta, pisarz i krytyk literacki (zm. 1987)
  - Stefan Kisielewski, polski prozaik i publicysta (zm. 1991)
- 13 marca – L. Ron Hubbard, amerykański pisarz (zm. 1986)
- 14 marca – Abdusalom Dehoti, tadżycki pisarz i krytyk literacki (zm. 1962)
- 17 marca – Roman Karst, polski krytyk literacki i tłumacz (zm. 1988)
- 19 marca – Jerzy Jurandot, polski pisarz, satyryk (zm. 1979)
- 23 marca – Bogdan Hamera, polski pisarz (zm. 1974)
- 26 marca – Tennessee Williams, amerykański pisarz, dramaturg, nowelista, poeta (zm. 1983)
- 4 kwietnia – Václav Čtvrtek, czeski pisarz dla dzieci (zm. 1976)
- 8 kwietnia – Emil Cioran, rumuński pisarz (zm. 1995)
- 17 kwietnia – Hervé Bazin, francuski poeta i prozaik (zm. 1996)
- 19 kwietnia – Mirzo Tursunzoda, tadżycki poeta (zm. 1977)
- 20 kwietnia – Kukrit Pramoj, tajski pisarz i polityk (zm. 1995)
- 23 kwietnia – Bolesław Miciński, polski eseista i poeta (zm. 1943)
- 24 kwietnia – Eugen Jebeleanu, rumuński poeta, tłumacz (zm. 1991)
- 25 kwietnia – Anna Łękawa, polska poetka ludowa (zm. 2012)
- 30 kwietnia – Luise Rinser, niemiecka pisarka i krytyczka literacka (zm. 2002)
- 9 maja – Tadeusz Sarnecki, polski poeta, prozaik, publicysta, wydawca (zm. 1981)
- 15 maja – Max Frisch, szwajcarski pisarz i dramaturg (zm. 1991)
- 29 maja – Lea Goldberg, żydowska poetka, pisarka, tłumaczka (zm. 1970)
- 31 maja – Annie Schmidt, holenderska pisarka (zm. 1995)
- 1 czerwca – Xiao Hong, chińska pisarka (zm. 1942)
- 5 czerwca – Melania Fogelbaum, polska poetka narodowości żydowskiej (zm. 1944)
- 6 czerwca – Jean Cayrol, francuski poeta i prozaik (zm. 2005)
- 10 czerwca – Terence Rattigan, brytyjski pisarz i dramaturg (zm. 1977)
- 15 czerwca – Zofia Jeżewska, polska pisarka i reportażystka (zm. 1995)
- 17 czerwca – Wiktor Niekrasow, radziecki pisarz (zm. 1987)
- 21 czerwca – Hanna Malewska, polska pisarka (zm. 1983)
- 24 czerwca – Ernesto Sábato, argentyński prozaik (zm. 2011)
- 30 czerwca – Czesław Miłosz, polski poeta, noblista z 1980 r. (zm. 2004)
- 1 lipca – Adam Nasielski, polski pisarz i kryminolog (zm. 2009)
- 9 lipca – Mervyn Peake, brytyjski pisarz, poeta i ilustrator (zm. 1968)
- 12 lipca – Bogdan Ostromęcki, polski poeta (zm. 1979)
- 14 lipca – Pawieł Prudnikau, białoruski i radziecki poeta i pisarz (zm. 2000)
- 17 lipca – Yang Jiang, chińska pisarka i tłumaczka (zm. 2016)
- 19 lipca – Józef Morton, polski pisarz (zm. 1994)
- 28 lipca – Giorgio Scerbanenco, włoski pisarz (zm. 1969)
- 31 lipca – Zygmunt Łanowski, polski tłumacz literatury (zm. 1989)
- 16 sierpnia – Szymon Kobecki, litewski poeta karaimskiego pochodzenia (zm. 1985)
- 23 sierpnia – Albert Alberts, holenderski prozaik (zm. 1995)
- 2 września – Czesław Janczarski, polski pisarz i poeta, twórca postaci Misia Uszatka (zm. 1971)
- 9 września – Paul Goodman, amerykański powieściopisarz, dramatopisarz i poeta (zm. 1972)
- 19 września – William Golding, brytyjski pisarz, poeta, laureat Nagrody Nobla (zm. 1993)
- 30 września – Jerzy Kierst, polski prozaik i poeta (zm. 1988)
- 2 października – Jack Finney, amerykański pisarz (zm. 1995)
- 4 października – Flann O’Brien, irlandzki pisarz (zm. 1966)
- 11 października – Michał Borwicz, polski poeta i prozaik (zm. 1987)
- 13 października – Migjeni, albański poeta (zm. 1938)
- 15 października
  - Manuel da Fonseca, portugalski pisarz (zm. 1993)
  - James H. Schmitz, amerykański pisarz s-f (zm. 1981)
- 22 października – Kristina Brenk, słoweńska pisarka i tłumaczka (zm. 2009)
- 24 października – Wiktor Trościanko, polski pisarz (zm. 1983)
- 29 października – Eugeniusz Żytomirski polski pisarz i poeta (zm. 1975)
- 1 listopada – Henri Troyat, francuski pisarz (zm. 2007)
- 2 listopada – Odiseas Elitis, grecki poeta (zm. 1996)
- 11 grudnia – Nadżib Mahfuz, egipski prozaik, laureat Nagrody Nobla w dziedzinie literatury za rok 1988 (zm. 2006)
- 13 grudnia – Kenneth Patchen, amerykański poeta eksperymentalny i prozaik (zm. 1972)
- 20 grudnia – Hortense Calisher, amerykańska pisarka (zm. 2009)

## Zmarli
- 24 stycznia – David Graham Phillips, amerykański nowelista (ur. 1867)
- 8 lutego – Gustaf Fröding, szwedzki poeta (ur. 1860)
- 22 lutego – Frances Harper, amerykańska poetka (ur. 1825)
- 16 marca – Jan Kanty Galasiewicz (ur. 1849)
- 25 kwietnia – Emilio Salgari, włoski pisarz (ur. 1862)
- 30 kwietnia – Stanisław Brzozowski, polski krytyk literacki, publicysta i teoretyk kultury (ur. 1878)
- 29 maja – W.S. Gilbert, angielski dramatopisarz i poeta (ur. 1836)
- 30 maja – Konstantin Fofanow, rosyjski poeta (ur. 1862)
- 7 czerwca – Henry Abbey, amerykański poeta (ur. 1842)
- 22 lipca – Józef Kościelski, polski poeta i dramaturg (ur. 1845)
- 7 sierpnia – Elizabeth Chase Allen, amerykańska poetka (ur. 1832)
- 29 października – Wanda Podgórska, polska pisarka (ur. 1859)
- 9 listopada – Howard Pyle, amerykański pisarz i ilustrator (ur. 1853)

## Nagrody
- Nagroda Nobla – Maurice Maeterlinck